# Dato Piang
Datu Piang (anteriormente Dulaguán) es un municipio filipino de la provincia de Maguindánao. Según el censo de 2000, tiene 67 303 habitantes en 10 793 casas.
El municipio fue llamado así en honor a Manandang Piang, político filipino durante las épocas español y estadounidense.

## Geografía

### Barrios
El municipio  de Datu Piang  se divide, a los efectos administrativos, en 16 barangayes o barrios, conforme a la siguiente relación:
| - Alonganan - Bakat - Balanakan - Balong | - Buayan - Dado - Damabalas - Duaminanga | - Kalipapa - Liong - Magaslong - Masigay | - Montay - Dulaguán (Población). - Reina Regente - Kanguán |  |

## Historia

### Influencia española
Este territorio fue parte de la Capitanía General de Filipinas (1520-1898).
Hacia 1696 el capitán Rodríguez de Figueroa obtiene del gobierno español el derecho exclusivo de colonizar Mindanao.
El 1 de febrero de este año parte de Iloilo alcanzando la desembocadura del Río Grande de Mindanao, en lo que hoy se conoce como la ciudad de Cotabato.

### Ocupación estadounidense

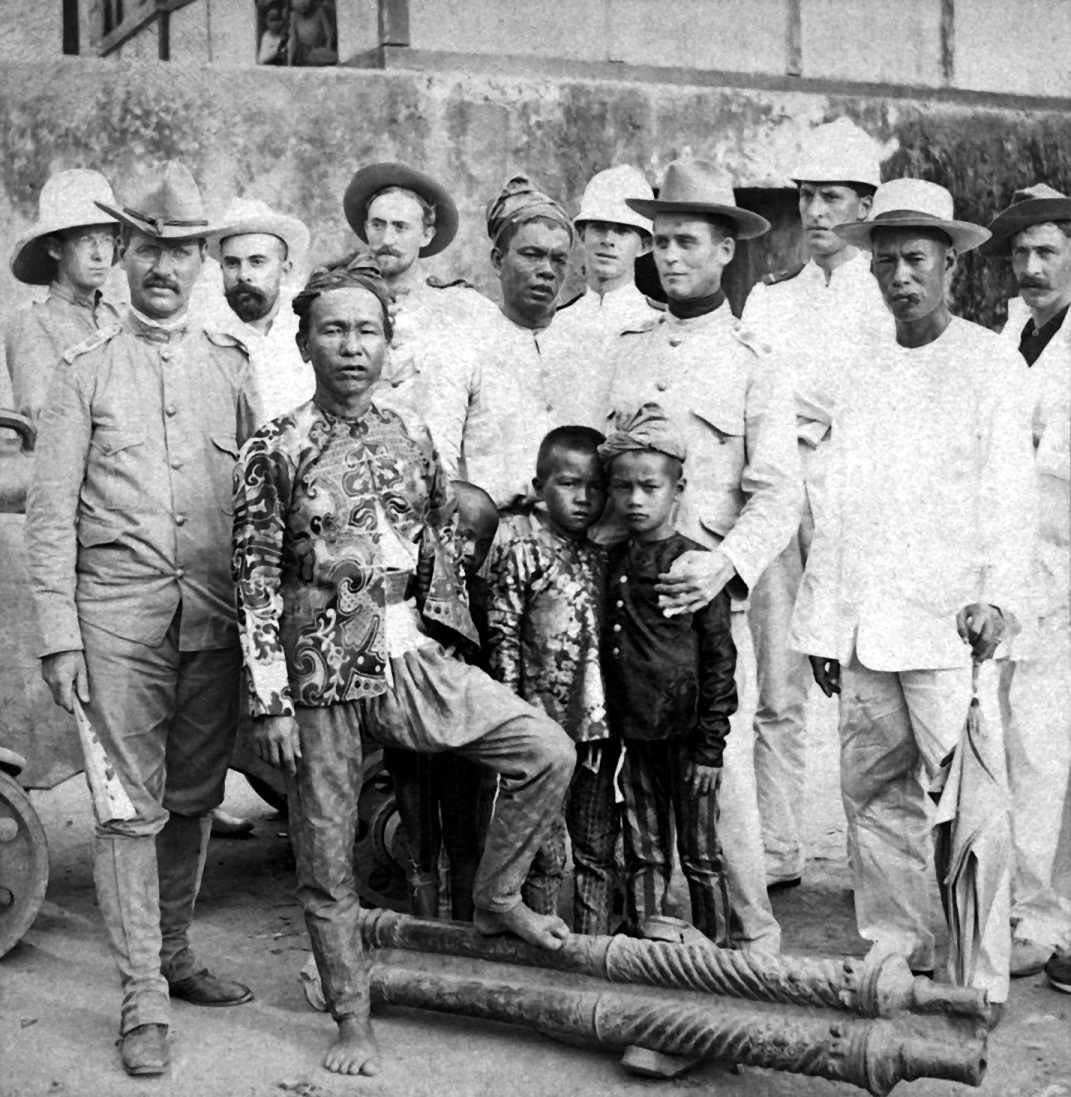
Dato Piang, reyezuelo de Mindanao, en 1900.

En 1903, al comienzo de la ocupación estadounidense de Filipinas Cotabato forma parte de la nueva provincia del Moro. En septiembre de 1914 se crea el Departamento de Mindanao y Sulú, una de sus provincias es Provincia de Cotabato y Dulaguán fue uno de sus distritos municipales.
El municipio de Dulaguán, uno de los primeros de la antigua provincia de Cotabato fue creado el 25 de noviembre de 1936. Su término comprendía  el centro de  Maguindánao y el norte de la  provincia de Sultan Kudarat.

### Independencia
El 12 de junio de  1954 cambió su nombre por el de  Dato Piang, un líder regional durante la ocupación estadounidense de Filipinas.

De su término fueron segregándose los siguientes municipios, a saber:
- Ampatuán creado el 21 de junio de 1959.
- Maganoy, rebautizada como  Shariff Aguak, creado el 9 de noviembre de 1963.
- Talayán, creado el 22 de septiembre de 1976.
- Datu Saudi-Ampatuan, creado el 1 de julio de 2003.
- Dato Salibo, creado el 30 de julio de 2009.
- Jerife Saydona Mustafá, también creado el  30 de julio de 2009.